# 大日影隧道

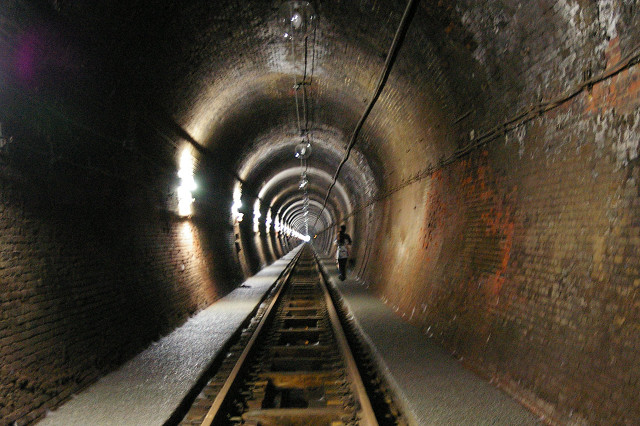
隧道内部

大日影隧道（日语：／ Ōhikage Tonneru）是日本是中央本線上的一条已废弃铁路隧道，位于山梨县甲州市境内，勝沼葡萄鄉站—甲斐大和站区间，现已改造为专供人行的大日影旅遊歩道（大日影トンネル遊歩道）。

## 历史
大日影隧道1896开工，1902年贯通，1903年随中央本線單線通车，1931年进行了电气化改造。1968年中央本線复线化改造时新建了“新大日影隧道”（新大日影トンネルが）用于上行列车通行，老大日影隧道用于下行列车通行。1997中央本線进行线位优化改造时，建造了“新大日影第二隧道”（新大日影第2トンネルが）用于下行列车通行，至此老隧道关闭。
2005年铁路将舊大日影隧道与南侧的舊深泽隧道移交给地方，前者被改造为人行步道，2007年8月重新开通，后者被改造为酒窖。
2005年，舊大日影隧道与舊深澤隧道入选土木學會選獎土木遺產，2007年入选經濟產業省的“近代化产业遗产名录”。